# Spellbound (Yngwie Malmsteen)
Spellbound è il sedicesimo album in studio del chitarrista heavy metal Yngwie Malmsteen, pubblicato nel 2012, quasi interamente suonato e cantato (3 brani, i restanti sono strumentali) dallo stesso. 

## Tracce
1. Spellbound – 4:29
2. High Compression Fugue – 3:20
3. Repent – 3:15
4. Let Sleeping Dogs Lie – 4:40
5. Majestic 12 Suite 1,2 & 3 – 9:03
6. Electric Duet – 1:34
7. Nasca Lines – 2:56
8. Poisoned Minds – 3:04
9. God of War – 7:21
10. Iron Blues – 3:26
11. Turbo Amadeus – 1:12
12. From a Thousand Cuts – 3:24
13. Requiem for the Lost Souls – 6:17